# Liste der Baudenkmale in Lüssow (bei Stralsund)
In der Liste der Baudenkmale in Lüssow sind alle Baudenkmale der Gemeinde Lüssow (bei Stralsund) im Landkreis Vorpommern-Rügen und ihrer Ortsteile aufgelistet. Grundlage ist die Veröffentlichung der Denkmalliste des Landkreises Vorpommern-Rügen, Auszug aus der Kreisdenkmalliste vom Juli 2012.

## Lüssow (bei Stralsund)
| ID  | Lage                    | Bezeichnung | Beschreibung | Bild |
| --- | ----------------------- | --- | ------------ | --- |
| 586 | Am Wasserwerk 1 (Karte) | Wasserwerk mit Maschinen- und Pumpenhaus, zwei Wohnhäusern, Pumpenhäuschen, Rundfiltergebäude und Langsamfilter |              | Wasserwerk mit Maschinen- und Pumpenhaus, zwei Wohnhäusern, Pumpenhäuschen, Rundfiltergebäude und Langsamfilter |

## Klein Kordshagen
| ID  | Lage                           | Bezeichnung                               | Beschreibung | Bild |
| --- | ------------------------------ | ----------------------------------------- | --- | ---- |
| 533 | Klein Kordshagen-Hof 8 (Karte) | Gutsanlage mit Gutshaus und Lindenrondell | 2-gesch., 11-achs. Backsteinbau im Gründerzeitstil von 1878 mit 2-gesch. Mittelrisalit, Satteldach, Mezzanin- und Sockelgeschoss sowie Eingangsveranda; Domänenpächter bis 1945, danach Flüchtlingsunterkunft, Bibliothek, Gemeindesaal, Arztpraxis und Wohnhaus; 2003 saniert als Wohnhaus der Familie Lüth ergänzt um drei Ferienwohnungen. |      |

## Quelle
- Denkmalliste des Landkreises Vorpommern-Rügen